# Szeniorátus
A szeniorátus (vagy szenioritás) olyan trónöröklési rend, amely szerint a patriarchális nagycsaládban a legidősebb, vezetésre alkalmas férfi tag örökölte a hatalmat: rendszerint az elhunyt bátyja, öccse vagy unokaöccse. A sztyeppei népeknél szokásos volt, az Árpád-ház tagjai esetében leginkább a korai, 10-11. századi időszakban érvényesült, míg fel nem váltotta a primogenitúra.

## A magyar történelemben
KOPPÁNY:

Ősi joggal

Engem választ majd az ország,

Árpád népe, hej!

TORDA:

Ősi jognál 

erősebb az ősi érdek,

Nem tudja senki, a harcunk majd hol dől el.
A szeniorátust Magyarországon a hagyomány szerint Géza fejedelem törölte el. Halála után a szenioritás elvéből Koppány vezér uralma következett volna, és ez okozta a konfliktust Géza fiával, Istvánnal, aki viszont a primogenitúra elve alapján tartott igényt a trónra. A harcból, mint az közismert, István került ki győztesen.